# 456年
| 千纪： | 1千纪                                                                                           |
| 世纪： | 4世纪 \| 5世纪 \| 6世纪                                                                         |
| 年代： | 420年代 \| 430年代 \| 440年代 \| 450年代 \| 460年代 \| 470年代 \| 480年代                       |
| 年份： | 451年 \| 452年 \| 453年 \| 454年 \| 455年 \| 456年 \| 457年 \| 458年 \| 459年 \| 460年 \| 461年 |
| 纪年： | 丙申年（猴年）；北魏太安二年；南朝宋孝建三年；高昌北凉承平十四年                                |

## 大事记
- 西罗马帝国
  - 在科西嘉附近的海战中，里西默（Ricimer）打败了汪达尔人
  - 10月16日——里西默（Ricimer）打败皇帝阿維圖斯，西羅馬帝國王位空缺至457年4月由馬約里安繼位，里西默为事实上的西罗马帝国的统治者。
- 东罗马帝国
  - 国王Marcian镇压了在亚美尼亚边境上的骚乱

## 出生
- 4月30日－陶弘景，南朝道士、醫學家、文學家與書法家（536年逝世）。

## 逝世
- 顏延之